# J・リー・トンプソン
ジョン・リー・トンプソン（John Lee Thompson、1914年8月1日 - 2002年8月30日）は、イギリス出身の映画監督。

## 来歴
トンプソンはイギリスのブリストルに生まれた。ドーヴァー・カレッジに入学後、彼は余暇を利用して犯罪劇の脚本の執筆を始めた。彼の作による“Double Error”が1935年、ロンドンのウェストエンドで上演されたのがきっかけとなり、ブリティッシュ・インターナショナル・ピクチャーズの脚本家として雇われることとなった。この間、キャロル・リード監督の“Midshipman Easy”（1935年）に出演したり、アルフレッド・ヒッチコック監督の『巌窟の野獣』（Jamaica Inn 1939年）の脚本顧問を務めた。
第二次世界大戦に従軍後、トンプソンは再び脚本家としてアソシエイテッド・ブリティッシュ・ピクチャー・コーポレーションで働くこととなった。1950年、彼はついに“Murder Without Crime”で映画監督デビューを果たす。しかし、この作品は無視されたといっていいほど誰からも評価されず、彼の監督作で最初に注目されたのは1953年の“The Yellow Balloon”であった。1954年の“The Weak and the Wicked”はジョーン・ヘンリーによる回顧録に基づいた作品であり、彼女は後にトンプソンの二番目の妻となった。
1950年代中期はサスペンス、コメディ、ミュージカル、社会派ドラマなど数多くのジャンルで演出を担当し、彼はしだいにイギリスで大きな評判をとるようになっていった。
そしてアレクサンダー・マッケンドリック監督の後任となって、メジャースタジオ製作のA級アクション大作『ナバロンの要塞』（The Guns of Navarone 1961年）を発表し、彼はハリウッドでも名声を得ることとなった。同作でトンプソンは第34回アカデミー監督賞にノミネートされ、作品自体も作品賞にノミネート。また大ヒットして低迷期にあったグレゴリー・ペックの復活作となるなど大きな話題となった。
ペックとは『恐怖の岬』（Cape Fear 1962年）、『マッケンナの黄金』（Mackenna's Gold 1969年）、『0の決死圏』（The Chairman 1969年）でも組んでいる。
『ナバロンの要塞』の後もアクション（『マッケンナの黄金』）、サスペンス（『恐怖の岬』）、史劇（『隊長ブーリバ』）といったさまざまなジャンルの作品を発表した。1970年代以降は『猿の惑星・征服』（Conqest of the Planet of the Apes 1972年）や『誕生日はもう来ない』（Happy Birthday to Me 1981年）といった、中規模のB級作品を手がけるようになったが、評価・興行成績ともに不振に終るものが多くなった。1980年代はチャールズ・ブロンソンと組みアクション映画を多数、監督したが、1989年の『禁じ手』（Kinjite: Forbidden Subjects）を最後に監督業から引退した。この晩年期のヒット作には全米初登場4位を記録した、チャック・ノリスとルイス・ゴセット・ジュニア競演のバディ・ムービー『ファイアーウォーカー』（Firewalker 1986年）がある。
監督引退後もプロデューサーや技術顧問として映画製作に関わり続け、2002年8月30日にカナダで休暇中に鬱血性心不全で倒れる。88歳という高齢で天寿を全うした。

## 主な監督作品

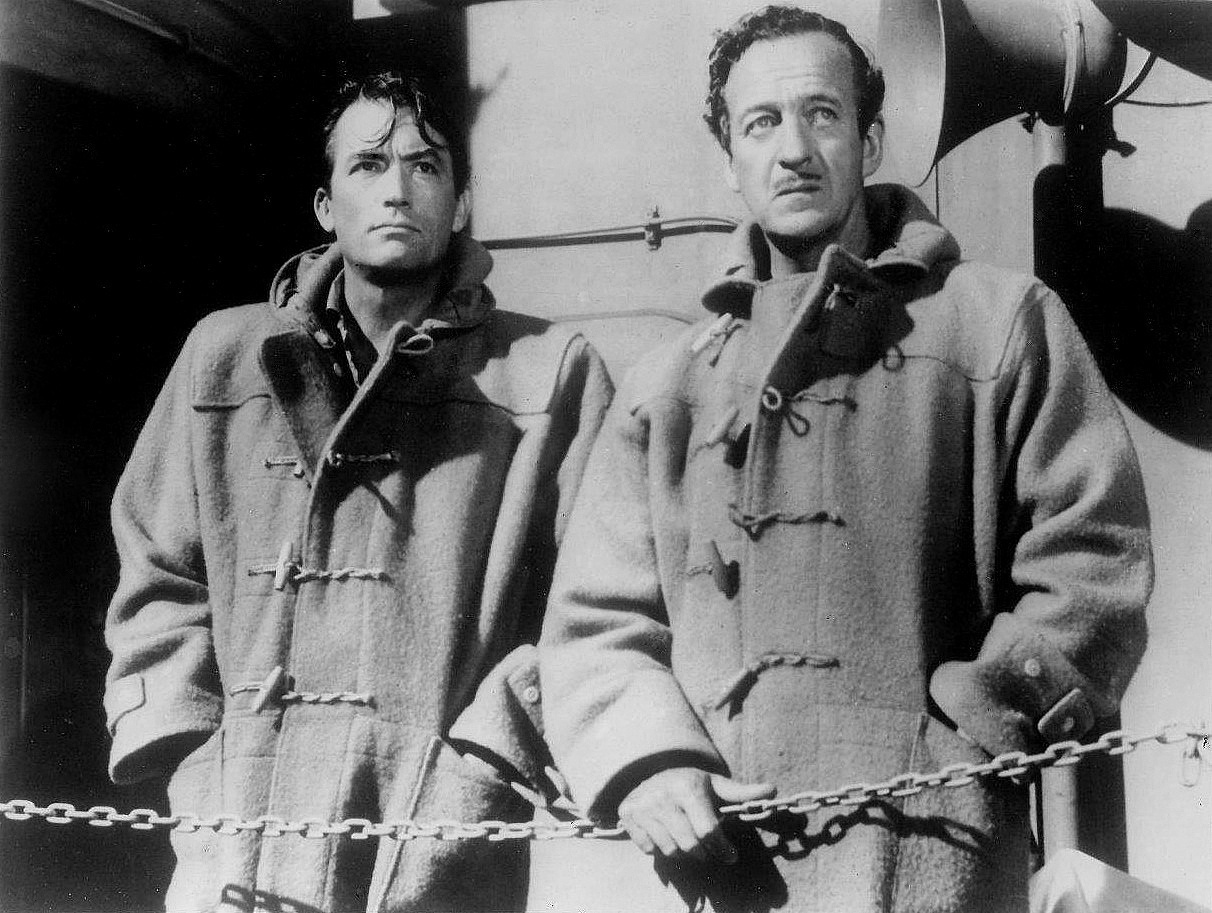
『ナバロンの要塞』（1961年）

- 北西戦線 Flame Over India（1959）
- ナバロンの要塞 The Guns of Navarone（1961）
- 恐怖の岬 Cape Fear（1962）
- 隊長ブーリバ Taras Bulba（1962）
- 何という行き方! What a Way to Go!（1964）
- マッケンナの黄金 Mackenna's Gold（1969）
- 0の決死圏 The Chairman（1969）
- 猿の惑星・征服 Conquest of the Plantes of the Apes（1972）
- 最後の猿の惑星 Battle for the Planet of the Apes（1973）
- リーインカーネーション (映画) The Reincarnation of Peter Proud（1976）
- セント・アイブス St. Ives（1976）
- ホワイト・バッファロー The White Buffalo（1977）
- ザ・パッセージ/ピレネー突破口 The Passage（1978）
- 誕生日はもう来ない Happy Birthday to me（1981）
- 殺人鬼 10 to Midnight（1983）
- ロマンシング・アドベンチャー/キング・ソロモンの秘宝 King Solomon's Mines（1985）
- ファイアーウォーカー Firewalker（1986）
- 必殺マグナム Murphy's Law（1986）
- バトルガンM‐16 Death Wish 4: The Crackdown（1987）
- メッセンジャー・オブ・デス Messenger of Death（1988）
- 禁じ手 Kinjite: Forbidden Subjects（1989）